# Zadział (potok)
Zadział – potok, dopływ potoku Kowaniec. Ma wiele źródłowych cieków wypływających na południowych stokach grzbietu opadającego z Bukowiny Obidowskiej w Gorcach do Klikuszowej. Najwyżej położone wypływają na wysokości około 870 m. Do wysokości około 715 m spływają one przez porośnięte lasem stoki górskie stopniowo łącząc się z sobą. Poniżej tej wysokości potok jednym już korytem spływa przez bezleśne, zajęte przez pola i zabudowania tereny należących do Nowego Targu dzielnic Buflak i Zadział. Na wysokości około 630 m w dzielnicy Robów łączy się z potokiem Robów i od tego miejsca obydwa potoki jednym korytem spływają w kierunku południowym. Wkrótce na wysokości około 610 m w dzielnicy Robów uchodzą do Kowańca jako jego prawy dopływ.
Cała zlewnia potoku znajduje się w Gorcach w granicach miasta Nowy Targ. Jej górna część to porośnięte lasem zbocza górskie, dolna to w większości obszary zabudowane lub pola uprawne i nieużytki.